# Jeziora Sitna
Rezerwat przyrody „Jeziora Sitna” (do roku 2018 „Jeziora Małe i Duże Sitno”; kaszb. Jezoro Môłé i Wiôldżé Sëtno) – rezerwat torfowiskowy na Pojezierzu Bytowskim w kompleksie leśnym Parku Krajobrazowego Dolina Słupi. Zlokalizowany jest na terenie gminy Czarna Dąbrówka w powiecie bytowskim w województwie pomorskim.
Rezerwat został powołany na mocy „Zarządzenia Ministra Leśnictwa i Przemysłu Drzewnego z dnia 3 grudnia 1981 r. w sprawie uznania za rezerwaty przyrody”, które weszło w życie 1 stycznia 1982. Zajmuje powierzchnię 40,45 ha (w zarządzeniu powołującym podano 40,66 ha). Wokół rezerwatu utworzono otulinę o powierzchni 106,9 ha.
Składa się z trzech części obejmujących dwa jeziora, okoliczne torfowisko i pobliską otulinę leśną:
- dwa jeziorka śródleśne
  - Duże Sitno – jezioro lobeliowe powierzchni 11,64 ha
  - Małe Sitno – o powierzchni 3,03 ha

z występującymi tu lobelią jeziorną, brzeżycą jednokwiatową, grążelem żółtym, pływaczem zwyczajnym i grzybieniem białym
- torfowiska wysokie o powierzchni 11 ha

z występującymi tu bagnicą torfową, bagnem zwyczajnym, żurawiną błotną, rosiczką okrągłolistną, rosiczką długolistną, wełnianką wąskolistną i wełnianką pochwowatą
- obszar boru bagiennego o powierzchni ponad 14 ha z ponad 100-letnim drzewostanem sosnowym

z występującymi tu borówką czernicą, bagnem zwyczajnym, widłakiem jałowcowatym i widłakiem goździstym.
Rezerwat leży na gruntach Skarbu Państwa w zarządzie Nadleśnictwa Bytów. Nadzór sprawuje Regionalny Dyrektor Ochrony Środowiska w Gdańsku. Rezerwat nie posiada aktualnego planu ochrony.

## Inne formy ochrony przyrody
Rezerwat jest położony w granicach Parku Krajobrazowego Dolina Słupi oraz dwóch obszarów Natura 2000 – obszaru specjalnej ochrony ptaków „Dolina Słupi” PLB220002 i specjalnego obszaru ochrony siedlisk „Dolina Słupi” PLH220052. W bezpośredniej bliskości znajduje się rezerwat „Gniazda orła bielika”.